# Arc-en-Barrois
Arc-en-Barrois är en kommun i departementet Haute-Marne i regionen Grand Est (tidigare regionen Champagne-Ardenne) i nordöstra Frankrike. Kommunen ligger i kantonen Arc-en-Barrois som tillhör arrondissementet Chaumont. År 2022 hade Arc-en-Barrois 688 invånare.

## Befolkningsutveckling
Antalet invånare i kommunen Arc-en-Barrois
| Referens: INSEE |